# Roze boa's
Roze boa's (Lichanura) zijn een geslacht van slangen uit de familie reuzenslangen (Boidae).

## Naam en indeling
De wetenschappelijke naam van de groep werd voor het eerst voorgesteld door Edward Drinker Cope in 1861. Er zijn twee soorten bekend.

### Soorten
Het geslacht omvat de volgende soorten, met de auteur en het verspreidingsgebied.
| Naam                                 | Auteur          | Verspreidingsgebied                                                                           |
| ------------------------------------ | --------------- | --------------------------------------------------------------------------------------------- |
| Lichanura orcutti                    | Stejneger, 1889 | Verenigde Staten (Californië, Arizona)                                                        |
| Driestreepboa (Lichanura trivirgata) | Cope, 1861      | Verenigde Staten (Californië, Arizona), Mexico (Baja California, Baja California Sur, Sonora) |

## Verspreiding en habitat
De soorten komen voor in delen van Noord-Amerika en leven in de landen Verenigde Staten in de staten Californië, en Arizona en in Mexico in de deelstaten Baja California, Baja California Sur en Sonora.
De habitat bestaat uit drogere streken zoals scrublands en rotsige omgevingen maar de slangen worden ook wel in meer vochtige gebieden zoals draslanden aangetroffen.

## Beschermingsstatus
Door de internationale natuurbeschermingsorganisatie IUCN is aan beide soorten een beschermingsstatus toegewezen. De roze boa's worden beschouwd als 'veilig' (Least Concern of LC).